# Kleine himalayabosuil
De kleine himalayabosuil (Strix nivicolum) is een uil uit de familie van de 'echte' uilen (Strigidae).

## Verspreiding en leefgebied
Deze soort komt voor van de Himalaya tot Oost-Azië en telt drie ondersoorten:
- S. n. nivicolum: van noordoostelijk India en Nepal tot zuidoostelijk China, Myanmar en Vietnam.
- S. n. yamadae: zuidelijk Taiwan.
- S. n. ma: noordoostelijk China en Korea.